# Dharapadavedu
Dharapadavedu là một thị xã của quận Vellore thuộc bang Tamil Nadu, Ấn Độ.

## Nhân khẩu
Theo điều tra dân số năm 2001 của Ấn Độ, Dharapadavedu có dân số 30.238 người. Phái nam chiếm 50% tổng số dân và phái nữ chiếm 50%. Dharapadavedu có tỷ lệ 79% biết đọc biết viết, cao hơn tỷ lệ trung bình toàn quốc là 59,5%: tỷ lệ cho phái nam là 85%, và tỷ lệ cho phái nữ là 74%. Tại Dharapadavedu, 9% dân số nhỏ hơn 6 tuổi.